# G.NA
Gina Jane Choi, mer känd under artistnamnet G.NA, född 13 september 1987 i Edmonton,  är en kanadensisk-sydkoreansk sångerska. 

## Karriär
Det var först meningen att G.NA skulle vara med i en nystartad musikgrupp med namnet Five Girls av skivbolaget Good Entertainment. Gruppen skulle också ha bestått av fyra sångerskor som idag är medlemmar i grupperna Wonder Girls, After School, Secret och Spica. Det var meningen att gruppen skulle gjort sin debut år 2007 men den upplöstes redan innan dess på grund av skivbolagets ekonomiska problem. Detta ledde till att alla medlemmarna gick olika vägar till andra skivbolag och G.NA hamnade hos Cube Entertainment. Innan hon påbörjade sin egen karriär medverkade hon i musikvideor åt bland andra pojkbandet 2PM och sångerskan Hyuna.
Sommaren 2010 släppte hon sin första låt, en duett tillsammans med sångaren Rain. Samma år gavs hennes debut-EP ut med titeln Draw G's First Breath. Den andra singeln från skivan framfördes med sångaren Junhyung och gav henne en nominering vid Mnet Asian Music Awards för "bästa nya kvinnliga artist". "Supa Solo" blev hennes tredje singel. Innan året var slut spelade hon även in en låt med titeln "Kiss Me" för den sydkoreanska TV-serien Playful Kiss.
Hon inledde år 2011 med att släppa sin största hitlåt hittills, "Black & White". Den tillhörande musikvideon till låten hade fler än 8 miljoner visningar på Youtube i januari 2013. Det är även hennes enda låt som nått första plats på Gaon Chart. "Black & White" gav henne dessutom två nomineringar vid MAMA 2011. Den 18 januari 2011 gavs hennes debutalbum ut med samma titel som låten. Albumet som innehåller totalt tio låtar innehåller även ett par av hennes tidigare låtar. Den 23 augusti samma år gavs hennes andra EP ut med titeln Top Girl. Skivans första singel var låten med samma titel, "Top Girl", och även "Banana" gavs ut som singel innan året var slut. 
År 2012 fick hon en ny stor hit med låten "2 Hot" från hennes nya EP Bloom som släppts den 22 maj. Låten gav henne två nomineringar vid MAMA 2012. Samma år spelade hon in låten "Tell Me Now" för TV-serien The Thousandth Man. Den 7 oktober 2012 släppte hon en EP digitalt med titeln Oui som innehåller engelska versioner av flera av hennes tidigare låtar.
G.NA har gjort flera framträdanden i kända TV-program som M! Countdown, Music Bank och Inkigayo. Hon har stått som vinnare totalt sex gånger i dessa musiktävlingsprogram med en vinst i varje förutom M! Countdown där hon vunnit fyra gånger. Hon har vunnit fyra av gångerna med sin kändaste låt "Black & White", en i varje förutom M! Countdown där hon vann både den 17 och 24 februari 2011.

## Diskografi

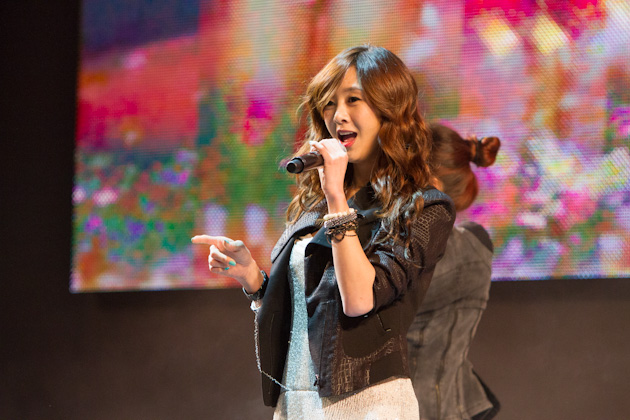
G.NA år 2012.

### Album
| Albuminformation                                        | Topplacering          |
| Albuminformation                                        | Sydkorea (Gaon Chart) |
| ------------------------------------------------------- | --------------------- |
| Draw G's First Breath (EP-skiva) - Släppt: 14 juli 2010 | 10                    |
| Black & White (Studioalbum) - Släppt: 18 januari 2011   | 11                    |
| Top Girl (EP-skiva) - Släppt: 23 augusti 2011           | 6                     |
| Bloom (EP-skiva) - Släppt: 22 maj 2012                  | 10                    |
| Beautiful Kisses (EP-skiva) - Släppt: 14 mars 2013      | 7                     |

### Singlar
| År   | Titel                                                 | Topplacering          |
| År   | Titel                                                 | Sydkorea (Gaon Chart) |
| ---- | ----------------------------------------------------- | --------------------- |
| 2010 | "Things I'd Like To Do With My Lover" (med Rain)      | 13                    |
| 2010 | "I'll Back Off So You Can Live Better" (med Junhyung) | 2                     |
| 2010 | "Supa Solo" (med Swings)                              | 8                     |
| 2011 | "Black & White"                                       | 1                     |
| 2011 | "Top Girl"                                            | 4                     |
| 2011 | "Banana" (med Swings & JC Jieun)                      | 30                    |
| 2012 | "2Hot"                                                | 2                     |
| 2013 | "Oops!" (med Ilhoon)                                  | 13                    |
| 2014 | "Pretty Lingerie"                                     | 11                    |

### Soundtrack
| År   | Titel                     | Topplacering          | Serie                       |
| År   | Titel                     | Sydkorea (Gaon Chart) | Serie                       |
| ---- | ------------------------- | --------------------- | --------------------------- |
| 2010 | "Kiss Me"                 | 24                    | Playful Kiss                |
| 2011 | "Because You are The One" | —                     | The Greatest Love           |
| 2012 | "Tell Me Now"             | 20                    | The Thousandth Man          |
| 2013 | "Love & Slow"             | 43                    | Mate                        |
| 2014 | "Half" (med Aaron Yan)    | —                     | Fall in Love with Me        |
| 2015 | "Don't Cry"               | —                     | Scholar Who Walks the Night |